# FN Model 1949

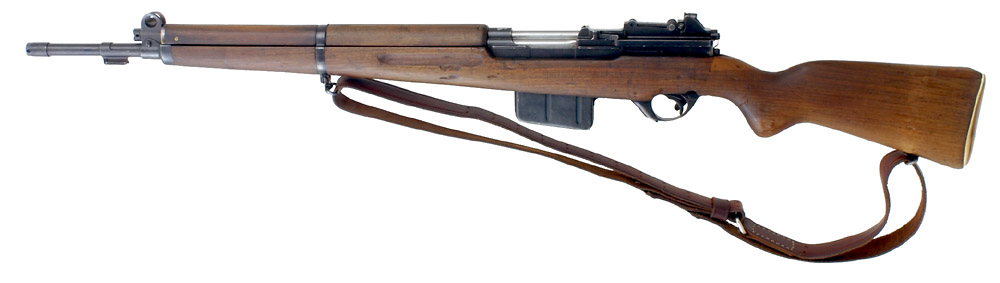
FN Model 1949

De FN Model 1949 was de eerste generatie semi-automatische geweren geproduceerd door Fabrique Nationale de Herstal (FN). De ontwerper was Dieudonné Saive die in 1936 de eerste ontwerpen maakte die leidden tot een definitief ontwerp in 1947. Het geweer was een eerste poging om het Belgisch leger te moderniseren met wapens gebaseerd op het idee van de Amerikaanse M1 Garand. De originele versie had hetzelfde laadmechanisme als de Duitse Mauser die door dit wapen vervangen zou worden. Het werd dan ook geladen met een vijfkogelstrip clip. Latere varianten hadden een twintig shot afneembaar magazijn waarmee later ook de FN FAL zou worden uitgerust. Belgische legereenheden die deelnamen aan de Koreaanse oorlog gebruikten dit vuurwapen. Ook nog lang in gebruik geweest bij de Belgische Luchtmacht. De opvolger van dit wapen bij de Belgische strijdkrachten was de FN FAL.